# Swindoe
Swindoe (* in Oakland, Kalifornien) ist ein US-amerikanischer Rapper.

## Leben und Wirken
Aufgewachsen ist Swindoe in Tucson, Arizona. Zuerst startete er seine Karriere in Mexiko, wo er 2001 auf Tour ging. Auch in weiteren lateinamerikanischen Ländern trat er erfolgreich auf.
2010 wurde sein Debütalbum Swindoe in den USA veröffentlichte. Bei der Albumpromotion soll neben seinem MySpace-Auftritt sein Blackberry Smartphone und der BlackBerryMessenger eine entscheidende Rolle gespielt haben. Das Album erreichte auf Anhieb Platz 10 der Rap-Charts und Platz 3 der Heatseeker-Charts.

## Diskografie
Alben
- Swindoe (2010)